# Alain Corneau
Alain Corneau (Orleans, 7 d'agost de 1943 − París, 30 d'agost de 2010) va ser un director de cinema francès.

## Biografia
Fill d'un veterinari de camp, creix a la riba del Loira. Fa els seus estudis secundaris al Liceu Pothier a Orleans, on el 1955-1956, el seu professor d'història-geografia és Pierre Vidal-Naquet.
Atret des de la infantesa pel cinema gràcies al seu pare, s'interessa una mica més tard pel jazz; aprèn com a autodidacta la bateria, que practica a Orleans en diverses formacions de músics franco-americanes. Després decideix fer estudis de cinema i és admès a l'Institut dels alts estudis cinematogràfics (IDHEC). Fascinat pel cinema americà, toca no obstant això, en la seva carrera, un ventall de gèneres bastant ampli, que van del fresc èpic amb Fort Saganne a la psicologia intimista gràcies a Les mots bleus. Es troba sovint el tema de la confrontació i de la marxa a un país estranger, deixant lloc a una cerca d'identitat dolorosa.
El començament de la seva carrera és marcat pel gènere policiac, casant una construcció narrativa dominada per una certa negror, sovint considerada com homenatge a la novel·la negra i al cinema negre americà del qual agafa els arquetipus però treballant-hi les psicologies. Després de tres èxits comercials estimables, realitza una pel·lícula a contracorrent de les seves primeres realitzacions: Sèrie negra drama psicològic tallant i d'un pessimisme profund, portat per una direcció d'actors de primer ordre (Patrick Dewaere, Marie Trintignant, Myriam Boyer, Bernard Blier).
Adapta després una novel·la històrica de Louis Gardel: Fort Saganne, i dirigeix el que és en aquell temps la pel·lícula més cara del cinema francès, amb Gérard Depardieu, Catherine Deneuve i Sophie Marceau. Hi descobreix un sentit agut del gran espectacle i de la durada, malgrat les díficils condicions de rodatge al desert de Mauritània.
Canvia radicalment d'atmosfera, de lloc i d'envergadura per adaptar el Nocturn indi d'Antonio Tabucchi. L'Índia, un equip i un pressupost lleugers, un tractament intimista i una tonalitat fantasmagòrica, fins i tot onírica (sobretot pel treball de Yves Angelo en la fotografia) li permeten de dedicar-se completament a un tema que ja havia encetat en les seves pel·lícules precedents: la nova sortida, la interrogació sobre el sentit de l'existència, el desenfocament sobre la identitat i les cerques doloroses i indelebles per escapar-hi i per finalment trobar-se.
Amb la pel·lícula d'època Tous les matins du monde, segons una novel·la homònima de Pascal Quignard, la música de la qual és el verdader personatge principal, troba un èxit de públic i crítica inesperat, sobre un tema auster (la història d'un violista del Segle XVII) tractat sense èmfasi, amb un Jean-Pierre Marielle en la cimera del seu art. Alain Corneau rep per a aquesta pel·lícula el César a la millor pel·lícula i el del millor director.

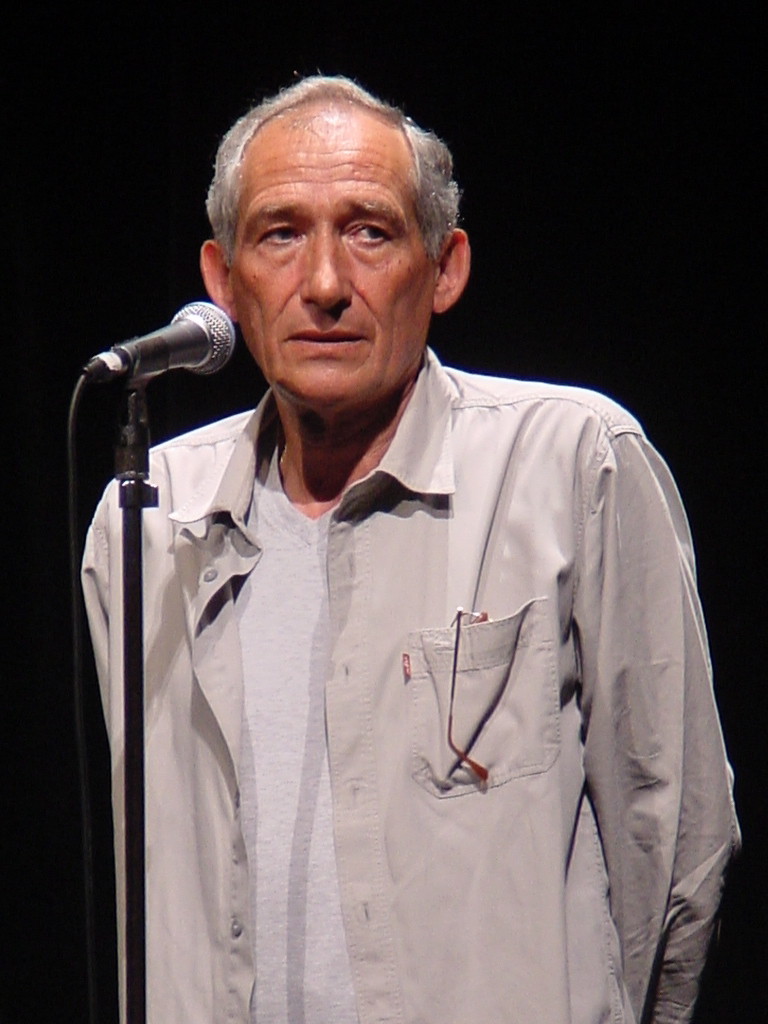
Alain Corneau al Festival de cinema francès de Yokohama, el 19 de juny de 2005

Treballa una notícia submergida en un món estrany, japonès aquesta vegada, amb la seva adaptació de Stupeur et Tremblements de l'escriptora belga Amélie Nothomb, l'heroïna de la qual sembla mostrar una identitat més madura i un millor lligam amb el seu medi ambient que els herois dels seus primers films.
El 2004, el conjunt de la seva obra cinematogràfica és distingida pel premi René-Clair atorgat per l'Acadèmia francesa.
El 2010, aconsegueix el premi Henri-Langlois per a l'exemplaritat de les seves tries i del seu recorregut cinematogràfic, barrejant amb subtilesa pel·lícules de gèneres molt diverses, on la recerca iniciàtica del o dels herois sempre és marcada amb una gran espiritualitat barrejada d'humilitat i de ggenersitat envers l'altre.
El 2006, Grégory Marouzé li dedica un documental, Alain Corneau, du noir au bleu, que dibuixa el recorregut del cineasta, aborda la seva posada en escena, les seves influències i els seus temes fonamentals.
Mor a conseqüència d'un càncer de pulmó, la nit del diumenge 29 al dilluns 30 d'agost del 2010.

Els seus últims companys de carrera en el cinema li van retre un homenatge parlant d' 
| « | un gran home del cinema, un home absolutament adorable, graciós, viu, verdaderament excepcional | » |

 (Kristin Scott Thomas) i de 
| « | algú que ha esdevingut un mestre, un apassionat increïble | » |

 (Patrick Mille)
El dissabte 4 setembre de 2010, els seus parents i els seus amics li diuen adéu al piano i a la viola de gamba a aquest apassionat de la música, inhumat en el cementiri del Père-Lachaise prop de Marie Trintignant (1962-2003). La cerimònia de les exèquies és oberta per Jordi Savall que interpreta tres peces de Marin Marais, a qui el director ha retut homenatge a Tots els matins del món , premiat el 1992 amb set Césars, entre els quals el de la millor música.

### Vida privada
La seva companya era l'autora i cineasta Nadine Trintignant.
Formava part de la cèl·lula espectacle dels Comitès d'aliança obrera, propera a l'OCI (l'Organització comunista internacionalista) amb els realitzadors i actors, Bernard Murat, Alex Métayer, Andrée Tainsy, André Julien, Paulette Frantz, Nadine Trintignant, Delphine Seyrig i Dominique Labourier i de la qual Bertrand Tavernier era simpatitzant.

### Cita
Corneau realitza tota la seva obra en cerca de la identitat, acceptant les diferències. Ho reconeix :
« El que em pertorba avui, sobretot en l'ambient actual, és tot el que està molt definit, la recerca d'una suposada puresa personal, pureses de civilitzacions... Tot això m'espanta completament. És una paraula que em fa por, ja que és una paraula que porta al fonamentalisme, sempre. Si s'accepten les diferències, tot tipus d'influència, un fet de ple de coses, en aquell moment no hi ha més perill, s'està a punt per acceptar fins i tot coses que no es comprenen. Una cosa que no comprenc, l'accepto mil vegades més que una cosa que comprenc. »

## Filmografia

### Director

#### Llargmetratges
- 1974: France société anonyme
- 1976: Policia Python 357
- 1977: L'amenaça
- 1979: Sèrie noir
- 1981: Le Choix des armes
- 1984: Fort Saganne
- 1986: Le Môme
- 1989: Nocturne indien
- 1991: Tous les matins du monde
- 1995: Le Nouveau Monde
- 1997: El cosí
- 2000: Le prince du Pacifique
- 2002: Stupeur et Tremblements
- 2005: Les Mots bleus
- 2007: Le Deuxième Souffle
- 2010: Crims d'amour

#### Curts, televisió, diversos
- 1969: Le jazz est-il à Harlem ?
- 1987: Médecins des Homes (sèrie TV)
- 1991: Contre l'oubli - segment Ali Muhammad al-Qajiji, Libye
- 1995: Les Enfants de Lumière
- 1995: Lumière et Compagnie - segment

### Ajudant de director
- 1969: Target Henry, de Roger Corman
- 1969: Le Temps de vivre, de Bernard Paul
- 1970: L'Aveu, de Costa-Gavras
- 1970: Élise ou la Vraie Vie, de Michel Drach
- 1970: Un été sauvage, de Marcel Camus
- 1970: Le Mur de l'Atlantique, de Marcel Camus
- 1971: Ça n'arrive qu'aux autres, de Nadine Trintignant
- 1974: Les Deux Mémoires, de Jorge Semprún

### Coguionista
- 1973: Defensa de savoir, de Nadine Trintignant

### Ell mateix
- 1992: Patrick Dewaere, documental de Marc Esposito - Alain Corneau apareix com a testimoni
- 2006: Alain Corneau, du noir au bleu, documental de Grégory Marouzé

## Premis i nominacions

### Premis
- 1992: César a la millor pel·lícula per Tous les matins du monde
- 1992: César al millor director per Tous les matins du monde

### Nominacions
- 1979: Palma d'Or per Série noire
- 1980: César al millor guió original o adaptació per Série noire
- 1990: César a la millor pel·lícula per Nocturne indien
- 1990: César al millor director per Nocturne indien
- 1992: Os d'Or per Tous les matins du monde
- 1992: César al millor guió original o adaptació per Tous les matins du monde
- 1998: César al millor director per Le cousin
- 1998: César al millor guió original o adaptació per Le cousin
- 2004: César al millor guió original o adaptació per Stupeur et tremblements
- 2005: Os d'Or per Les mots bleus